# Storie d'amore (film 1997)
Storie d'amore (Historie miłosne) è un film del 1997 diretto da Jerzy Stuhr.